# De Hoge Heren
De Hoge Heren zijn twee woontorens in het centrum van de Nederlandse stad Rotterdam, naar het ontwerp van Wiel Arets. De woontorens staan aan de Gedempte Zalmhaven vlak bij de Erasmusbrug. De bouw is voltooid in 2000. De gebouwen zijn beide 102 meter hoog, en hebben 34 verdiepingen.